# هدى سلطان (ممثلة بحرينية)
هدى سلطان (25 ديسمبر1961 -)، ممثلة بحرينية.

## عن حياتها
بدأت التمثيل بعام 1986 وذلك من خلال المشاركة في المسلسلات التلفزيونية البحرينية. وهي خريجة «المعهد العالي للفنون المسرحية» في الكويت.

## أعمالها

### من المسلسلات
- سعدون.
- نيران.
- سوالف أم سحنون.
- تناتيف.
- البيت العود.
- الكلمة الطيبة - الجزء الأول.
- فرجان الآول.
- نعناعة.
- نعم ولا.
- نقش الحنة.
- ظل الياسمين.
- متلف الروح.

### من المسرحيات
- عرب 2000.
- بودرياة.

## وصلات خارجية
- هدى سلطان على موقع قاعدة بيانات الأفلام العربية
- هدى سلطان على موقع قاعدة بيانات الفيلم (الإنجليزية)